# جيمس تاكر (كاتب)
جيمس تاكر (بالإنجليزية: James Tucker)‏ هو كاتب أسترالي، ولد في 1808، وتوفي في 1888.